# Aphis ligulariae
Aphis ligulariae är en insektsart. Aphis ligulariae ingår i släktet Aphis och familjen långrörsbladlöss. Inga underarter finns listade i Catalogue of Life.